# 벵골만
벵골만(Bay of Bengal)은 인도양의 북동부에 위치한다. 지리적으로는 인도 아대륙과 인도차이나반도 사이에 위치하며, 벵골 지역의 남쪽에 있다.
많은 남아시아 및 동남아시아 국가들이 벵골만에 의존한다. 지정학적으로 만은 서쪽과 북서쪽으로 인도, 북쪽으로 방글라데시, 동쪽으로 미얀마와 인도의 안다만 니코바르 제도에 접해 있다. 남쪽 경계는 스리랑카의 상가만 칸다와 인도네시아 수마트라섬의 가장 북서쪽 지점 사이의 선이다. 세계에서 가장 긴 해변인 콕스바자르 비치와 가장 큰 맹그로브숲이자 벵골호랑이의 자연 서식지인 슌도르본이 만을 따라 위치한다.
벵골만은 2,600,000 제곱킬로미터 (1,000,000 mi2)의 면적을 차지한다. 많은 큰 강들이 벵골만으로 흘러들어간다: 갠지스강–후글리강, 파드마강, 브라마푸트라강–자무나강, 바라크강–수르마강–메그나강, 에야와디강, 고다바리강, 마하나디강, 브라흐마니강, 바이타라니강, 크리슈나강, 카베리강 그리고 페나강.

## 배경

### 범위
국제 수로 기구는 벵골만의 경계를 다음과 같이 정의한다.
동쪽: 버마의 네그라곶(16°03'N)에서 안다만 제도의 큰 섬들을 지나, 섬들 사이의 모든 좁은 수역이 선의 동쪽에 위치하고 벵골만에서 제외되도록, 북위 10°48', 동경 92°24'에 있는 리틀 안다만 섬의 지점까지, 그리고 그 다음 버마해의 남서쪽 경계를 따라 [수마트라의 "라자 곶" ["우중 라자" 또는 "라자 곶"] (북위 5° 32′  동경 95° 12′  / 북위 5.533°  동경 95.200° )에서 브뢰흐섬 (브뢰흐)을 거쳐 니코바르 제도의 서부 섬들을 지나 리틀 안다만 섬의 샌디 포인트까지 이어지는 선, 모든 좁은 수역은 버마해에 속한다].
남쪽: 아담의 다리 (인도와 실론 사이)와 돈드라 헤드 (실론의 남쪽 지점)의 남쪽 끝에서 브뢰흐섬의 북쪽 지점 (북위 5° 44′  동경 95° 04′  / 북위 5.733°  동경 95.067° )까지.
참고: Oedjong은 네덜란드령 동인도 (인도네시아) 지도에서 네덜란드어로 "곶"을 의미한다.

### 어원
만은 역사적인 벵골 지역(현대 방글라데시와 인도의 서벵골주, 트리푸라주, 남부 아삼주의 바라크 계곡)에서 이름을 얻었다. 고대 인도의 샤스트라 경전에서 이 수역은 마호다드히라고 불렸을 수 있다. 고대 로마인들은 이를 Sinus Gangeticus 또는 Gangeticus Sinus라고 불렀으며, 고대 그리스인들은 고대 그리스어: Κόλπος Γαγγητικός라고 불렀는데, 이는 "갠지스만"을 의미하며, 오래된 유럽 지도들은 이 이름을 계속 사용했다.

### 역사

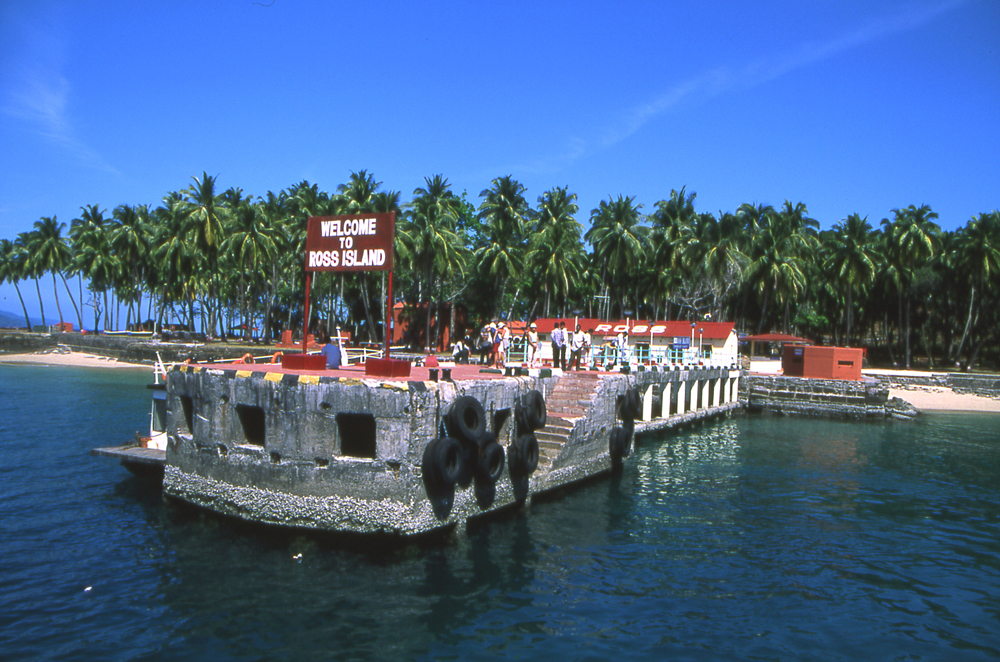
안다만 제도의 로스섬은 제2차 세계 대전 당시 인도의 주요 해군 기지 중 하나였다.

고대 고전 인도에서 벵골만은 바가사가라(방가 왕국 바다)로 알려져 있었다. 고대 타밀 문학에서 주로 사용된 또 다른 이름은 바가 카달(방가 왕국 바다 또는 대양)이었다. 또한 칼링가 바다로도 알려져 있었다.
북부 서커스는 벵골만의 서해안을 차지했으며, 현재는 인도의 오디샤주와 안드라프라데시주로 간주된다. 라자라자 촐라 1세와 라젠드라 촐라 1세가 통치하던 촐라 왕조 (9세기에서 12세기)는 서기 1014년경 촐라 해군으로 벵골만을 점령하고 통제했으며, 벵골만은 또한 촐라해 또는 촐라 호수라고도 불렸다.
카카티야 왕조는 고다바리 강과 크리슈나 강 사이의 벵골만 서해안에 이르렀다. 쿠샨 제국은 서기 1세기 중반에 북인도를 침공하여 벵골만에까지 이르렀을 수 있다. 찬드라굽타 마우리아는 마우리아 왕조를 북인도 전역에서 벵골만까지 확장했다. 다이아몬드 항구는 포르투갈 해적의 요새였다. 16세기에 포르투갈인들은 벵골만 북부의 치타공(포르토 그란데)과 사트가온(포르토 페케노)에 무역 기지를 건설했다.
이 지역에 무슬림이 등장한 가장 초기 징후는 섬유 무역로에서 비롯되었는데, 이 무역로는 동아라비아해를 대상으로 하여 아랍인과 페르시아인의 이주에 영향을 미쳤고, 또 다른 무역로는 서쪽으로 향하여 불교도 벵골인들이 이슬람과 문화적으로 융합되도록 했다.

#### 역사 유적지
알파벳 순서:

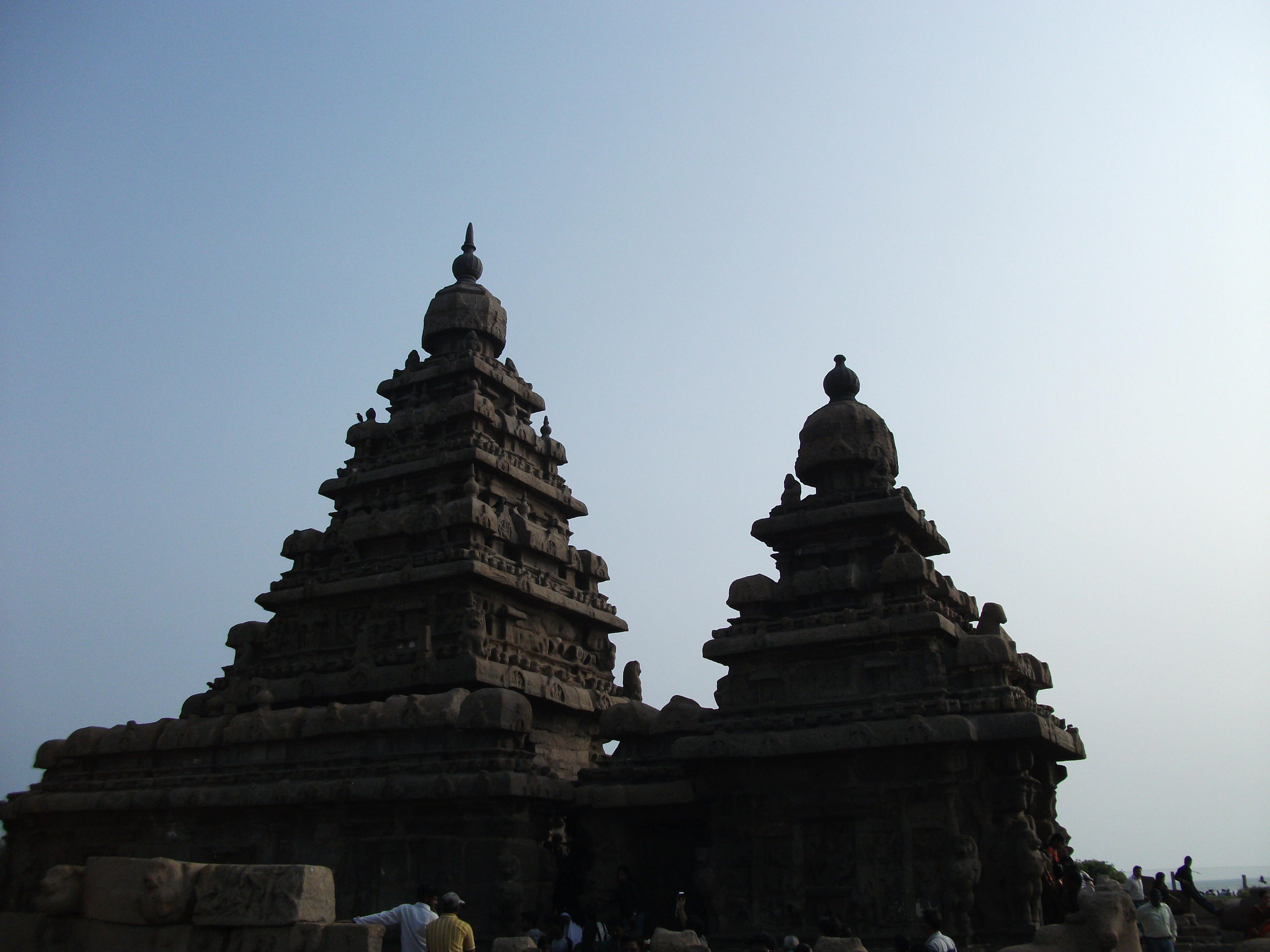
벵골만 해안에 있는 유네스코 세계유산인 해안 사원

- 안타르베디는 남인도 코나시마구 안드라프라데시에 있는 스리 락슈미 나라심하 스와미 사원(Sri Lakshmi Narasimha Swamy Temple)에 헌정된 인기 있는 예배 장소이다. 이곳은 고다바리강의 지류 중 하나가 벵골만과 만나는 곳이다.[14]
- 아리카메두는 남인도 푸두체리주 푸두체리 시 아리얀쿠팜 코뮌 칵카얀토프에 있는 고고학 유적지이다. 푸두체리 시 수도에서 4km(2.5마일) 떨어져 있다.
- 영국 형벌 식민지: 안다만 제도 체인의 일부인 로스섬에 1896년에 건설된 세룰러 교도소 또는 "블랙 워터스". 이미 1858년부터 이 섬은 종신형을 선고받은 정치범들을 위한 영국 형벌 식민지로 사용되었다.[15][더 나은 출처 필요]
- 파부랄라콘다, 토틀라콘다, 바비콘다의 불교 유적지는 인도 비샤카파트남의 벵골만 해안을 따라 위치한다.
- 코나라크는 코나라크의 태양신 사원 또는 검은 탑의 본고장이다. 이 브라만 성지는 서기 1200년대 중반 검은 화강암으로 지어졌으며 세계유산으로 지정되었다.
- 푸리의 자간나트 사원은 벵골만 연안의 푸리 해변과 함께 힌두 순례의 4대 성지 중 하나이다. 마호다드히는 자간나트 경의 이름을 따서 명명되었다.
- 라마나타스와미 사원은 벵골만과 만나르만이 만나는 다누슈코디에 있다.[16]
- 마하발리푸람의 7개의 탑은 마하발리푸람의 이름이다. 마하발리푸람의 해안 사원은 세계유산으로 서기 8세기에 건설되었으며, 신화에 따르면 이곳에 6개의 다른 사원이 더 지어졌다고 한다.
- 스리 바이사케스와라 스와미 사원(Sri Vaisakheswara Swamy temple)은 비샤카파트남 해안에서 벵골만의 해저 아래 2km 지점에 위치한다. 안드라 대학교 해양 고고학 센터 대변인에 따르면 이 사원은 해안포대 맞은편에 있을 수 있다고 한다.[17]
- 비베카난다 일람은 1842년 미국의 "얼음 왕" 프레데릭 튜더에 의해 얼음을 연중 보관하고 판매하기 위해 건설되었다. 1897년에 비베카난다의 유명한 강연이 이곳 캐슬 커넌에서 녹음되었다. 이 유적지는 스와미 비베카난다와 그의 유산에 헌정된 전시회이다.

#### 해양 고고학
해양 고고학 또는 해양 고고학은 고대인들이 바다와 수로와 어떻게 상호 작용했는지에 대한 연구이다. 전문 분야인 난파선 고고학은 고대 선박의 인양된 유물을 연구한다. 돌 닻, 암포라 파편, 코끼리 상아, 하마 이빨, 도자기, 희귀 목재 돛대 및 납 주괴는 고고학자들이 발견, 연구하고 인양된 유물을 역사의 연대표에 배치할 수 있도록 수세기 동안 물에 잠겨 살아남을 수 있는 예시들이다. 산호초, 쓰나미, 사이클론, 맹그로브 늪, 전투, 그리고 해적이 만연한 고도 무역 지역의 엇갈린 해상 항로는 모두 벵골만의 난파선에 기여했다.

#### 난파선 및 주요 해상 사고
연대순:
- 1778년 ~ 1783년: 미국 독립 전쟁 해전 또는 미국 독립 전쟁은 벵골만에까지 미쳤다.
- 1816c.: 모닝턴호가 벵골만에서 불에 탔다.[19]
- 1850년: 미국 클리퍼 브리그 이글호는 벵골만에서 침몰한 것으로 추정된다.[20]
- 미국 침례교 선교사 애도니럼 저드슨은 1850년 4월 12일 사망하여 벵골만 해상에 매장되었다.
- 1855년: 바크 "인크레더블"호가 벵골만의 암초에 부딪혔다.[21]
- 1865년: 벵골만 태풍을 통과하던 중 돌풍으로 에우테르페호의 돛대가 부러졌다.
- 1875년: 벨레다 - 길이 76m(250피트), 폭 15m(50피트). 현재 인양 작업 중이다.[22]
- 1914년 9월 10일: SS 인더스: SMS 엠덴에 의해 나포 및 자침된 증기선.
- 1942년: 일본 경순양함 유라(제2원정함대, 말레이 부대)가 벵골만에서 상선을 공격했다.
  - 4월 7일 - SS 셀마 시티: 인도 비사카파트남에서 약 25마일(40km) 떨어진 벵골만에서 일본 폭격기에 의해 공격받았다.
  - 4월 9일 - HMS 허미즈: 세계 최초의 전용 항공모함으로, 스리랑카 해안에서 미쓰비시 A6M 제로 전투기/폭격기 70대의 40발 직격탄을 맞고 침몰했다.
- 1971년 12월 3일: 파키스탄 해군 잠수함 파키스탄 해군 잠수함 가치가 벵골만 비샤카파트남 근처에서 의문의 상황으로 침몰했다.

## 중요성

### 경제적 중요성
벵골만 연안의 첫 번째 무역 사업 중 하나는 런던 상인 동인도 회사(The Company of Merchants of London Trading into the East Indies), 즉 일반적으로 영국 동인도 회사라고 불리는 회사였다. 고팔푸르온시는 그들의 주요 무역 중심지 중 하나였다. 벵골만 해안의 다른 무역 회사로는 프랑스 동인도 회사가 있었다.
BIMSTEC (벵골만 다분야 기술 경제 협력 이니셔티브)은 방글라데시, 부탄, 인도, 미얀마, 네팔, 스리랑카, 태국 간 벵골만 주변의 국제 자유 무역을 지원한다.
세투사무드람 운하 프로젝트는 만나르만과 벵골만을 연결하는 해상 항로를 만드는 새로운 사업으로 제안되었다. 이는 스리랑카를 돌아갈 필요 없이 인도를 동서로 연결할 것이다.
벵골만 해안을 따라 어촌 마을의 토니와 카타마란 어선이 번성하고 있다. 어부들은 26종에서 44종의 해양 어류를 잡을 수 있다. 1년에 벵골만에서만 평균 2백만 톤의 물고기가 잡힌다. 전 세계 해안 어부의 약 31%가 이 만에서 살고 일한다.

### 지략적 중요성
벵골만은 남아시아와 동남아시아의 중심에 위치한다. 이는 SAARC와 ASEAN이라는 두 개의 거대한 경제 블록의 중심에 있다. 또한 북쪽으로는 중국의 내륙 지역과 방글라데시 및 인도의 주요 항구에 영향을 미친다. 중국, 인도, 방글라데시는 말레이시아, 태국, 인도네시아와 해군 협력 협정을 체결하여 공해상의 테러 감시 협력을 강화했다. 벵골만은 남아시아와 동아시아를 연결하여 방글라데시가 천연가스를 아시아 태평양 지역에 효율적으로 분배하는 데 도움을 주었다.

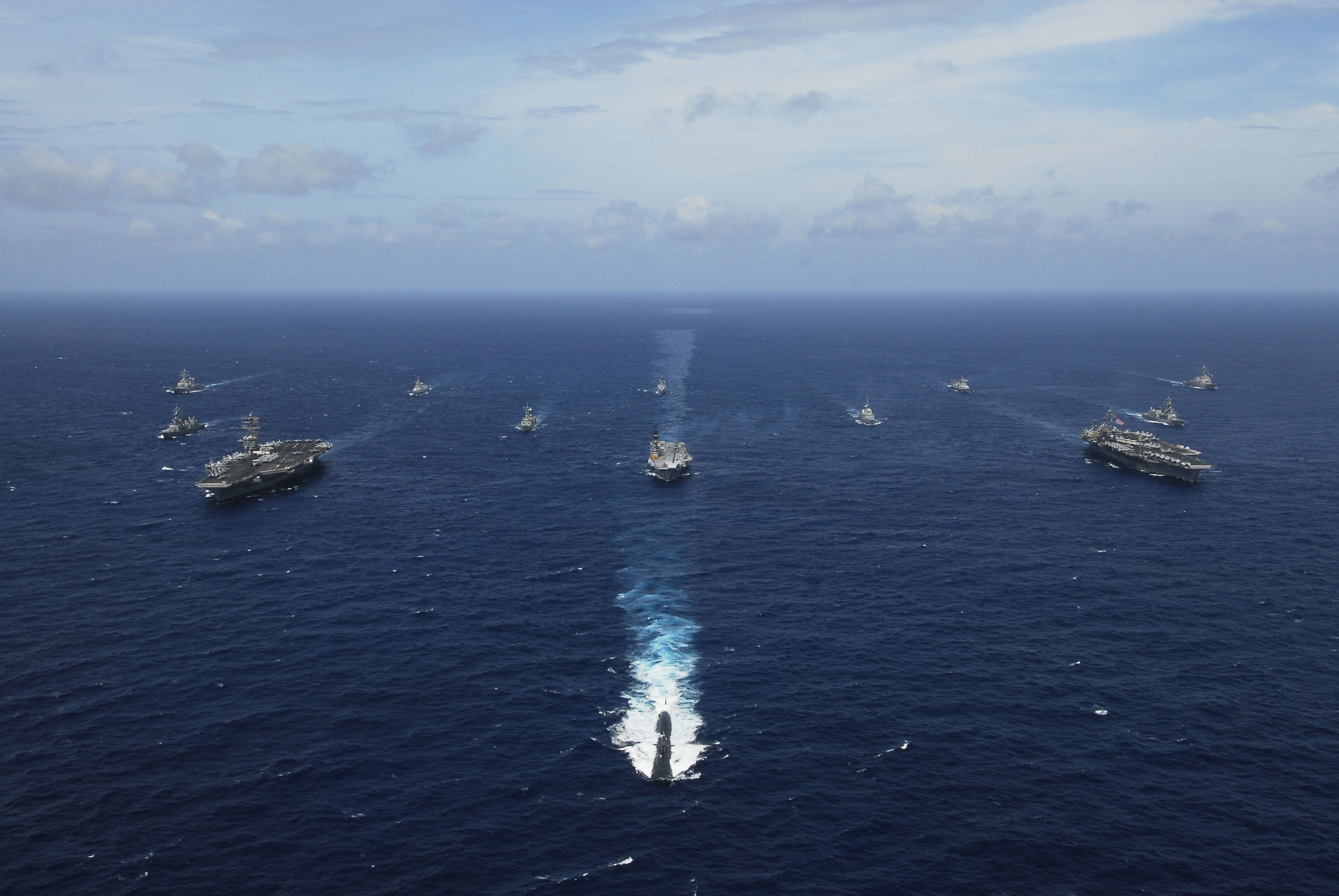
말라바르 2007 해군 훈련에 참가한 미국 함정의 모습. 일본과 호주의 해군 이지스 순양함, 싱가포르와 인도의 군수 지원함이 벵골만에서 참가했다.

벵골만 연안에 위치한 외곽 섬들(안다만 니코바르 제도)과 특히 주요 항구들인 치타공항, 몽글라항, 파이라항, 파라디프항, 콜카타항, 첸나이항, 비샤카파트남항, 투투쿠디항은 그 중요성을 더했다.
중국은 미얀마 및 방글라데시와의 연계를 통해 이 지역에 영향력을 투사하려는 노력을 기울였다. 미국은 방글라데시, 말레이시아, 싱가포르, 태국, 그리고 최근 인도와 주요 훈련을 실시했다. 벵골만에서 열린 역대 최대 규모의 워게임인 말라바르 2007은 2007년에 개최되었으며, 미국, 인도, 싱가포르, 일본, 호주의 해군 함정이 참가했다.
방글라데시 해역 내에 있는 대규모 천연가스 매장지는 인도와 미얀마 간의 영토 분쟁을 심각하게 촉발했다. 일부 석유 및 가스 광구에 대한 권리 분쟁은 미얀마와 인도, 방글라데시 간에 짧은 외교적 마찰을 일으켰다.
방글라데시와 미얀마 간의 해양 경계 분쟁은 2008년과 2009년에 군사적 긴장을 초래했다. 방글라데시와 미얀마 간의 해양 분쟁은 2012년 ITLOS의 판결을 통해 해결되었다. 2014년에는 인도와 방글라데시 간의 분쟁도 해결되었는데, UN 재판소는 방글라데시에 벵골만 해역 25,602km2 중 19,467km2를 할당했다.

### 종교적 중요성

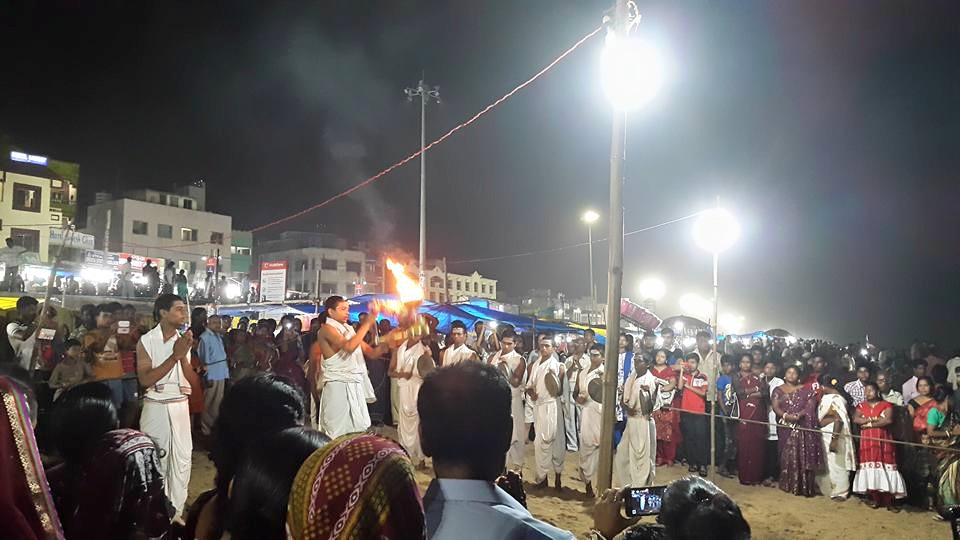
푸리 고바르단 마타의 제자들이 바다를 숭배하는 사무드라 아라티

인도 푸리 마을의 천국으로 가는 문인 스와르그드와르 구간의 벵골만은 힌두인에게 신성하게 여겨진다.
사무드라 아라티는 현재 푸리의 샹카라차리야가 9년 전에 신성한 바다를 기리기 위해 시작한 매일의 전통이다. 매일의 관행에는 샹카라차리야의 고바르다나 마타 제자들이 푸리의 스와르그드와르에서 바다에 기도와 불 제사를 드리는 것이 포함된다. 매년 파우시 푸르니마에는 샹카라차리야가 직접 나와 바다에 기도를 드린다.

## 주요 특징

### 해변

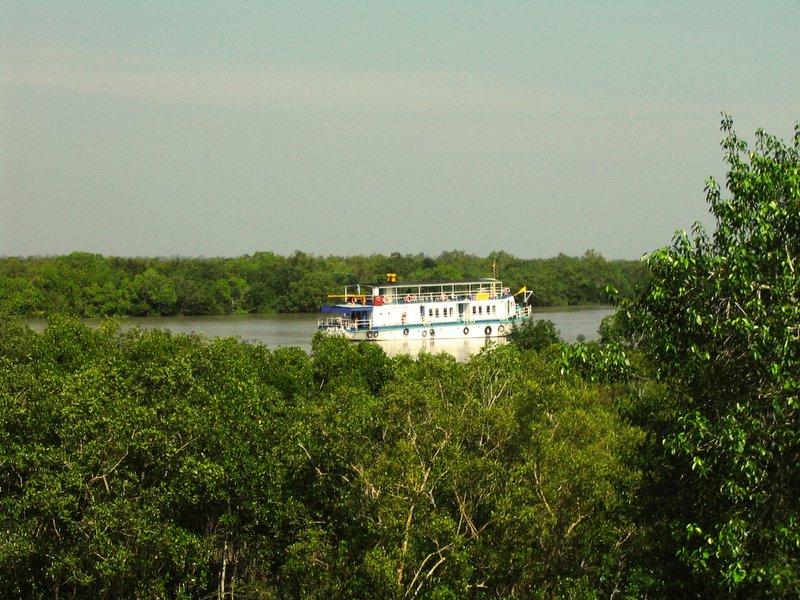
벵골만에 접한 슌도르본은 세계에서 가장 큰 염생 맹그로브 숲 단일 블록이다.

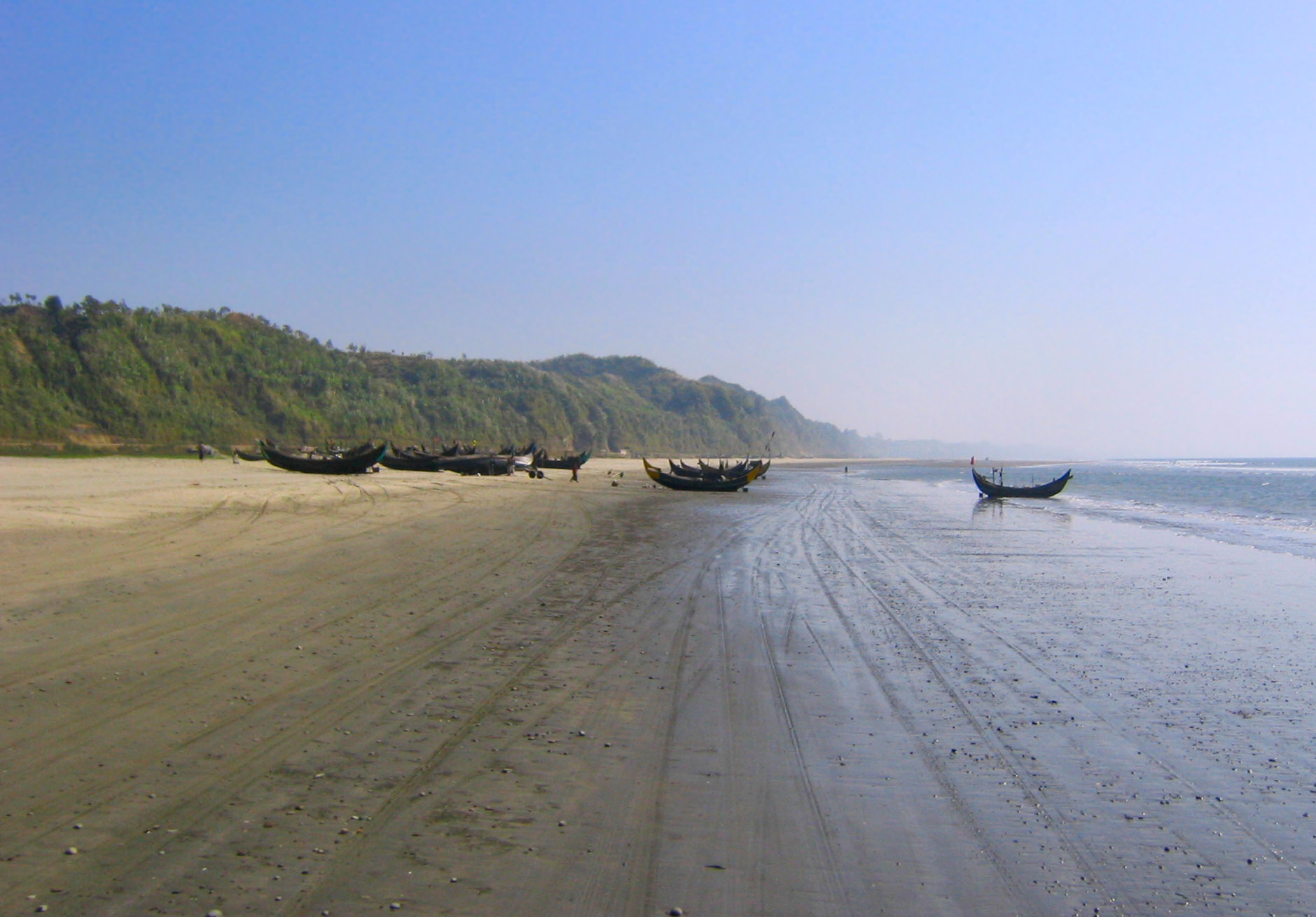
세계에서 가장 긴 해변인 콕스바자르

| 해변 이름                                       | 위치       |
| ----------------------------------------------- | ---------- |
| 콕스바자르, 치타공                              | 방글라데시 |
| 쿠아카타, 바리살                                | 방글라데시 |
| 세인트마틴섬                                    | 방글라데시 |
| 소나디아, 치타공                                | 방글라데시 |
| 니줌 드윕, 노아칼리                             | 방글라데시 |
| 이나니 해변, 치타공                             | 방글라데시 |
| 테크나프, 치타공                                | 방글라데시 |
| 파텡가, 치타공                                  | 방글라데시 |
| 바칼리, 서벵골주                                | 인도       |
| 디하, 서벵골주                                  | 인도       |
| 만다르모니, 서벵골주                            | 인도       |
| 타즈푸르, 서벵골주, 서벵골주                    | 인도       |
| 샨카푸르, 서벵골주                              | 인도       |
| 탈라사리 해변, 오디샤주                         | 인도       |
| 찬디푸르, 오디샤주                              | 인도       |
| 가히르마타 해변, 오디샤주                       | 인도       |
| 아스타랑가, 오디샤주                            | 인도       |
| 찬드라바가 해변, 코나라크, 오디샤주             | 인도       |
| 푸리, 오디샤주                                  | 인도       |
| 고팔푸르, 오디샤주                              | 인도       |
| 바루바 해변, 안드라프라데시주                   | 인도       |
| 빔일리 해변, 안드라프라데시주                   | 인도       |
| RK 해변, 비샤카파트남                           | 인도       |
| 루시콘다 해변, 비샤카파트남                     | 인도       |
| 야라다 해변, 비샤카파트남                       | 인도       |
| 페루팔렘 해변                                   | 인도       |
| 망기나푸디 해변, 마실리파트남, 안드라프라데시주 | 인도       |
| 마이파두 해변, 넬로르, 안드라프라데시주         | 인도       |
| 마리나 해변, 첸나이, 타밀나두주                 | 인도       |
| 에드워드 엘리엇 해변, 첸나이, 타밀나두주        | 인도       |
| 마하발리푸람, 타밀나두주                        | 인도       |
| 나가파티남, 타밀나두주                          | 인도       |
| 실버 해변, 쿠달로르, 타밀나두주                 | 인도       |
| 투투쿠디 해변, 타밀나두주                       | 인도       |
| 라메스와람 해변, 타밀나두주                     | 인도       |
| 벨랑카니 해변, 타밀나두주                       | 인도       |
| 세레니티 해변, 푸두체리                         | 인도       |
| 프롬나드 해변, 푸두체리                         | 인도       |
| 라다나가르 해변, 안다만 니코바르 제도           | 인도       |
| 울리 르후에 해변                                | 인도네시아 |
| 알루르 누낭 해변                                | 인도네시아 |
| 응가팔리                                        | 미얀마     |
| 응웨사웅                                        | 미얀마     |
| 차웅타, 파테인                                  | 미얀마     |
| 시트웨                                          | 미얀마     |
| 자프나의 캐슈아리나 해변                        | 스리랑카   |
| 트링코말리                                      | 스리랑카   |
| 나발라디 해변, 바티칼로아                       | 스리랑카   |

### 수로
| 이름                    | 관할권                         | 깊이 (m)                              | 너비 (m)          | 위치 및 비고                                                                                    | 인용   |
| ----------------------- | ------------------------------ | ------------------------------------- | ----------------- | ----------------------------------------------------------------------------------------------- | ------ |
| 알렉산드라 수로         | 미얀마                         | 대형 선박 통항 가능 (일반적으로 깊음) | ~10,000           | 그레이트 코코 섬과 리틀 코코 섬을 분리한다.                                                     | [ 44 ] |
| 코코 수로               | 미얀마 (북쪽), 인도 (남쪽)     | 다양한 선박 통항 가능                 | ~18,000           | 코코 섬 (미얀마)과 랜드폴 섬 및 노스 안다만 섬 (인도)을 분리한다.                               | [ 45 ] |
| 클루 통로               | 인도                           | 통항 가능                             | ~5,000            | 랜드폴 섬과 이스트 섬을 노스 안다만 섬에서 분리한다.                                            | [ 46 ] |
| 오스틴 해협             | 인도                           | 대형 선박 통항 제한                   | 좁음              | 노스 안다만 섬과 미들 안다만 섬을 분리한다.                                                     | [ 47 ] |
| 인터뷰 통로             | 인도                           | 소형 선박 통항 가능                   | 매우 좁음         | 인터뷰 섬과 미들 안다만 섬을 서해안에서 분리한다.                                               | [ 48 ] |
| 험프리 해협             | 인도                           | 통항 가능                             | 다양              | 미들 안다만 섬과 바라탕 섬 및 노던 사우스 안다만 섬을 분리한다. 엘핀스톤 항이 이곳에 위치한다.  | [ 49 ] |
| 딜리전트 해협           | 인도                           | 통항 가능 (넓고 안전함)               | 넓음              | 리치스 군도와 바라탕 섬 및 사우스 안다만 섬을 분리한다.                                         | [ 50 ] |
| 미들 (또는 안다만) 해협 | 인도                           | 대형 선박 통항 제한                   | 좁음              | 바라탕 섬과 사우스 안다만 섬을 분리한다.                                                        | [ 51 ] |
| 광둥 해협               | 인도                           | 통항 가능                             | 좁음              | 리치스 군도를 가로지른다.                                                                       | [ 52 ] |
| 푸실리어 수로           | 인도                           | 통항 가능                             | 지정되지 않음     | 리치스 군도의 닐 섬(샤히드 드윕) 남쪽에 위치한다.                                               | [ 53 ] |
| 맥퍼슨 해협             | 인도                           | 대양 항해 선박 통항 가능              | 지정되지 않음     | 사우스 안다만 섬과 러틀랜드 섬을 분리한다.                                                      | [ 54 ] |
| 매너스 해협             | 인도                           | 통항 가능 (주요 상업 고속도로)        | 지정되지 않음     | 던컨 통로 내에 위치하며, 친퀘 섬과 러틀랜드 섬을 분리한다.                                      | [ 55 ] |
| 던컨 통로               | 인도                           | 통항 가능                             | ~48,000           | 러틀랜드 섬 (안다만 제도)과 리틀 안다만 섬을 분리한다.                                          | [ 56 ] |
| 십도 수로               | 인도                           | 최소 7.3                              | ~150,000          | 안다만 제도와 니코바르 제도를 분리한다. 주요 국제 해운 항로이다.                                | [ 57 ] |
| 레벨토 수로             | 인도                           | 통항 가능                             | 지정되지 않음     | 니코바르 제도 내에 위치하며, 리틀 니코바르 섬과 그레이트 니코바르 섬을 분리한다.                | [ 58 ] |
| 솜브레로 수로           | 인도                           | 통항 가능                             | ~50,000           | 리틀 니코바르 섬과 남부 그룹을 니코바르 제도의 중앙 그룹에서 분리한다.                          | [ 59 ] |
| 세인트 조지 수로        | 인도                           | 통항 가능                             | 지정되지 않음     | 그레이트 니코바르 섬과 리틀 니코바르 섬을 분리한다.                                             | [ 60 ] |
| 그레이트 수로           | 인도 (북쪽), 인도네시아 (남쪽) | 매우 깊음 (주요 국제 해운 항로)       | ~163,000          | 그레이트 니코바르 섬 (인도)과 수마트라 (인도네시아)를 분리한다. 또한 육도 수로로도 알려져 있다. | [ 61 ] |
| 포크 해협               | 인도 (서쪽), 스리랑카 (동쪽)   | 최대 35                               | ~64,000 ~ 137,000 | 포크만 (벵골만의 일부)과 만나르만을 연결한다. 아담의 다리를 포함하며 대형 선박 통항을 제한한다. | [ 62 ] |

### 섬

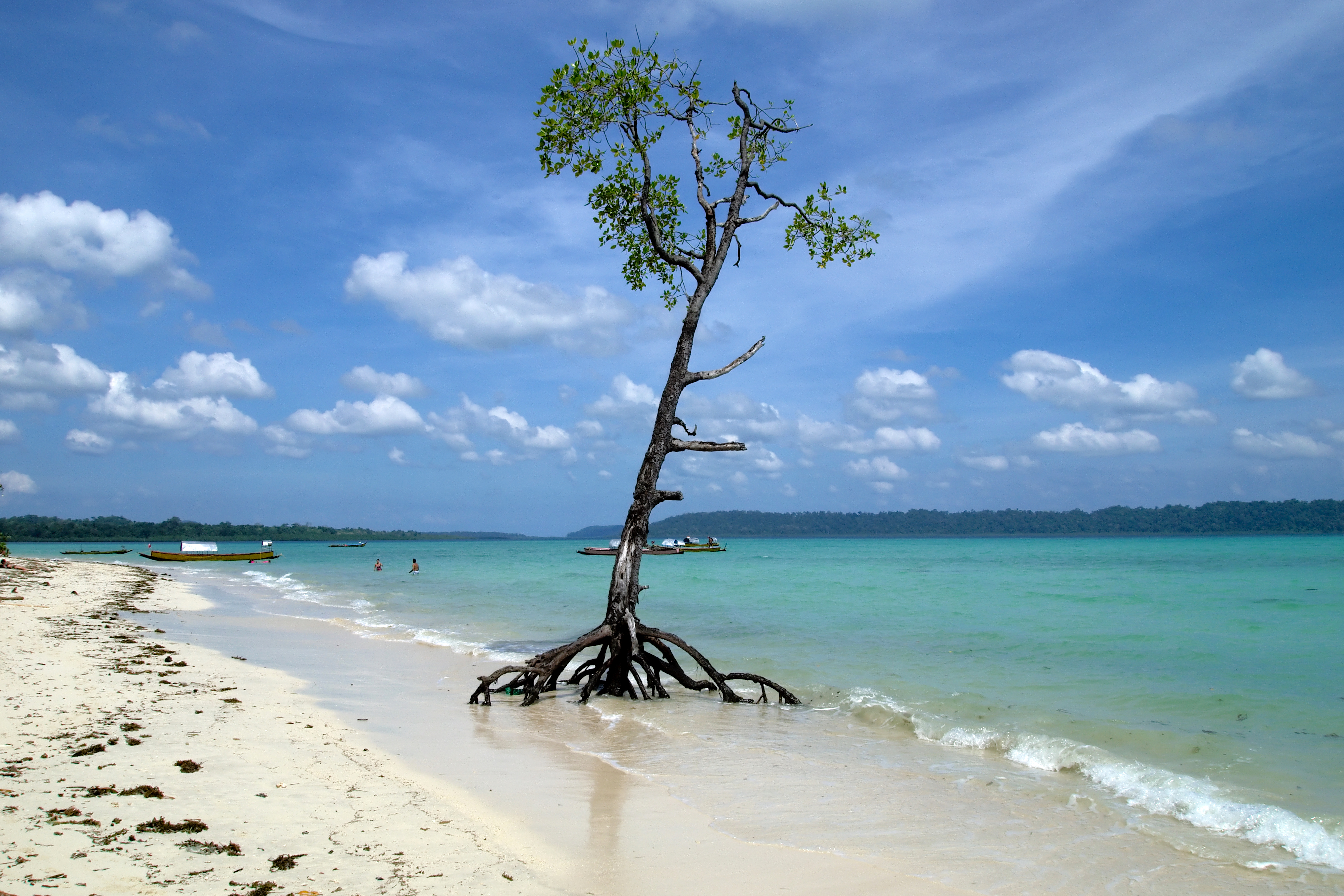
하벨록섬, 안다만 제도

만에는 수많은 섬들이 있는데, 인도의 안다만 제도와 니코바르 제도가 포함된다. 북동쪽 버마 해안의 체두바 섬들은 때때로 활동하는 일련의 진흙 화산으로 유명하다.
그레이트 안다만은 안다만 제도의 주요 군도 또는 섬 그룹인 반면, 리치스 군도는 더 작은 섬들로 구성되어 있다. 안다만 니코바르 제도의 572개 섬과 작은 섬들 중 37개, 즉 6.5%만이 사람이 거주하고 있다.

### 강
인도의 주요 강 목록과 방글라데시의 강 목록에 있는 많은 주요 강들은 서쪽에서 동쪽으로 흐르며 벵골만으로 배수된다. 갠지스강은 이 강들 중 가장 북쪽에 있는 강이다. 이 강의 주요 수로는 방글라데시로 들어가 파드마강으로 알려진 채 흐르다가 메그나강과 합류한다. 그러나 브라마푸트라강은 아삼주에서 동쪽에서 서쪽으로 흐르다가 남쪽으로 꺾여 방글라데시로 들어가 자무나강이라고 불린다. 이 강은 파드마강과 합류하고, 파드마강은 최종적으로 벵골만으로 배수되는 메그나강과 합류한다. 슌도르본은 인도의 서벵골주와 방글라데시에 위치한 갠지스 삼각주의 남부에 있는 맹그로브 숲이다. 브라마푸트라강은 2,948 km (1,832 mi)로 세계에서 15번째로 긴 강이다. 이 강은 티베트에서 발원한다. 후글리강은 갠지스강의 또 다른 수로로 콜카타를 통해 흐르며 인도의 서벵골주 사가르섬에서 벵골만으로 배수된다.
갠지스-브라마푸트라-바라크 강은 매년 약 10억 톤의 퇴적물을 퇴적시킨다. 이 세 강에서 나오는 퇴적물은 벵골 삼각주와 해저 선상지를 형성하는데, 이는 벵골에서 적도 남쪽까지 뻗어 있는 거대한 구조물로, 두께가 최대 16.5 킬로미터 (10.3 mi)에 달하며, 지난 1700만 년 동안 연평균 6억 6천 5백만 톤의 속도로 축적된 최소 1조 1300억 톤의 퇴적물을 포함한다. 이 선상지는 마이오세 초기 이후 연간 거의 1조 1천억 몰(1320만 톤)의 유기 탄소를 매장했다. 이 세 강은 현재 전 세계 대양에 퇴적되는 총 유기 탄소의 거의 8%를 기여하고 있다. 벵골만 심해저에 높은 총 유기 탄소 축적 때문에 이 지역은 석유 및 천연가스와 가스 하이드레이트 매장량이 풍부하다. 방글라데시는 해상 제방, 둑, 교량, 그리고 강에서 나오는 퇴적물을 가두는 것을 통해 해역에서 상당하고 경제적으로 토지를 간척할 수 있다.
벵골의 남서쪽으로 더 멀리, 마하나디강, 고다바리강, 크리슈나강 및 카베리강도 인도의 반도에 있는 데칸고원을 가로질러 서쪽에서 동쪽으로 흐르며 삼각주를 형성하여 벵골만으로 배수된다. 많은 작은 강들도 직접 벵골만으로 배수되어 어귀를 형성한다. 이들 중 가장 짧은 강은 쿠움강으로 64 km (40 mi)이다.
미얀마의 에야와디강은 안다만해로 흘러들지만, 이 강에서 나오는 퇴적물은 벵골만 동부에서 발견된다.

### 항구

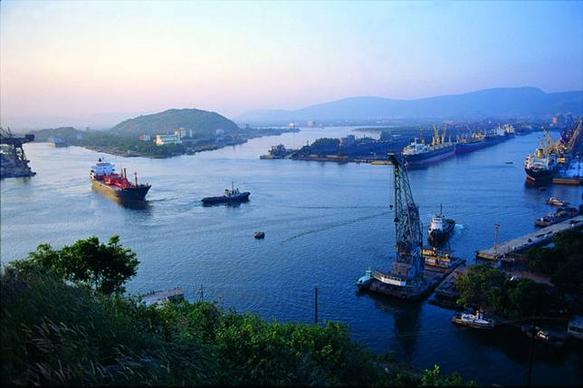
인도의 비샤카파트남시는 벵골만의 주요 항구이다.

벵골만에 위치한 인도 항구로는 파라디프 항, 콜카타 항, 할디아 항, 첸나이 항, 비샤카파트남 항, 카키나다 항, 푸두체리 항, 담라 항, 고팔푸르온시가 있다. 벵골만에 위치한 방글라데시 항구는 치타공항, 몽글라항, 파이라항이다. 스리랑카 항구로는 자프나, 칸케산투라이, 바티칼로아, 트링코말리가 있다. 미얀마의 주요 항구는 아키아브 (시트웨)이다.

## 해양학

### 지질학

#### 암석권과 판 구조론
지구의 암석권은 판으로 나뉘어 있다. 벵골만 아래에는 거대한 인도-오스트레일리아 판의 일부가 있으며, 이 판은 북동쪽으로 천천히 움직이고 있다. 이 판은 버마 미소판과 순다 해구에서 만난다. 니코바르 제도와 안다만 제도는 버마 미소판의 일부이다. 인도판은 순다 해구 또는 자바 해구에서 버마판 아래로 섭입한다. 이곳에서 두 판의 압력과 온도가 증가하여 미얀마의 화산과 순다호라고 불리는 화산호가 형성된다. 2004년 인도양 지진해일은 이 지역의 압력으로 인한 해저 지진의 결과로 파괴적인 쓰나미가 발생했다.

#### 해양 지질학

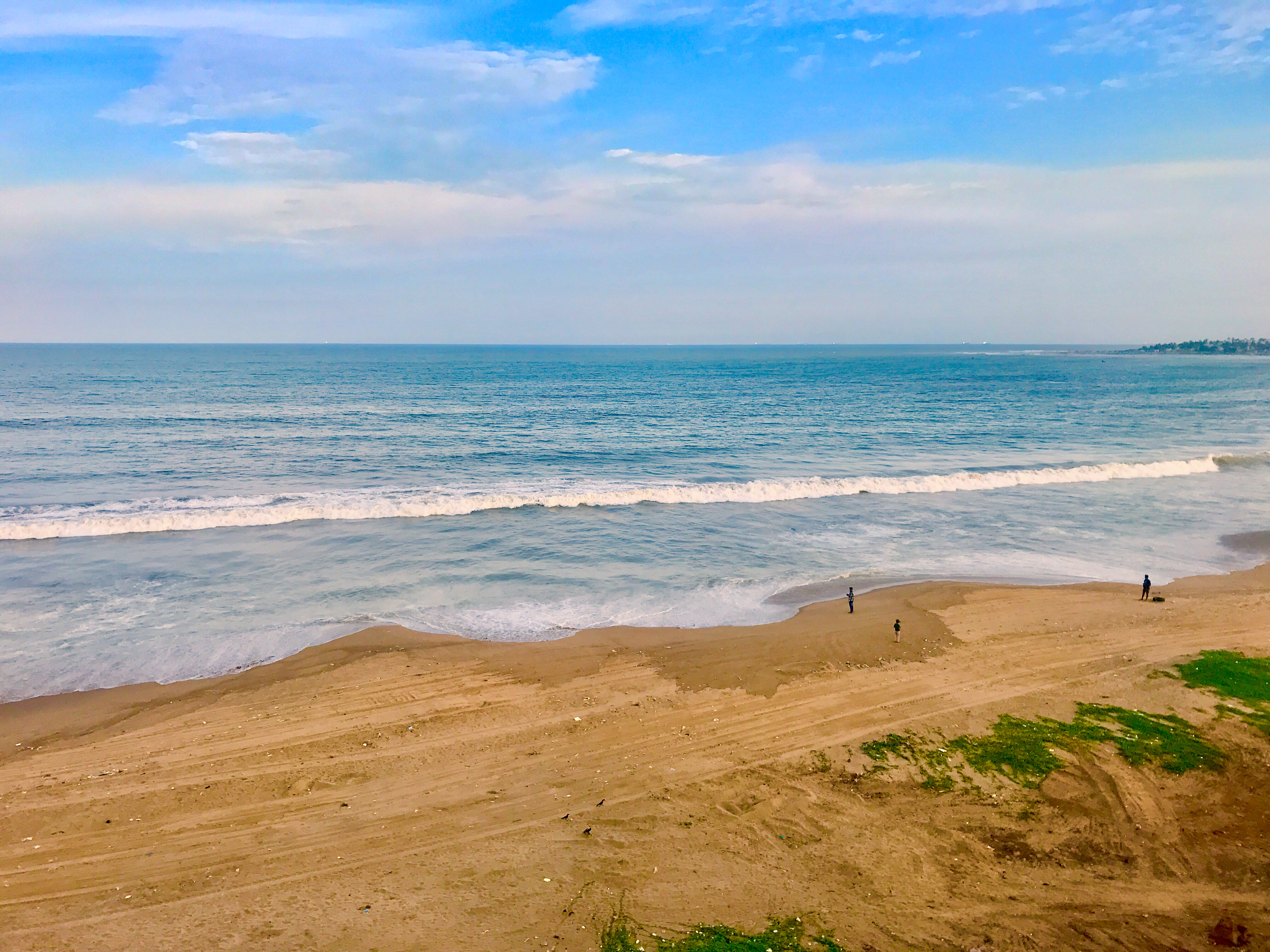
테네티 공원 근처의 벵골만, 비샤카파트남

스리랑카 섬과 코로만델 해안에서 만의 머리까지 뻗어 있고, 그 다음 안다만 니코바르 제도를 포함하는 띠를 통해 남쪽으로 뻗어 있는 50m 폭의 구역은 해저 100패덤선으로 경계 지어진다. 이 선에서 약 50m 떨어진 곳에 500패덤 한계선이 있다. 그러나 갠지스 강어귀 반대편에서는 이 깊이들 사이의 간격이 삼각주의 영향으로 크게 확장된다.
스워치 오브 노 그라운드는 벵골만의 폭 14km의 심해 협곡이다. 이 계곡에서 기록된 가장 깊은 지역은 약 1340m이다. 이 해저 협곡은 세계에서 가장 큰 해저 선상지인 벵골 선상지의 일부이다.

#### 해저 선상지
해저 선상지는 심해 선상지라고도 알려져 있다. 벵골만 선상지는 벵골 선상지로 알려져 있으며, 갠지스 선상지라고도 알려져 있고, 세계에서 가장 큰 심해 선상지로, 심해 평원, 수중 삼각주 및 해저 선상지라고도 불린다. 이 선상지는 길이 약 3,000 km (1,900 mi), 폭 1,430 km (890 mi), 최대 두께 16.5 km (10.3 mi)이다. 이 선상지는 인도판과 유라시아판의 충돌로 인한 히말라야산맥과 티베트고원의 융기와 침식으로 형성되었다. 대부분의 퇴적물은 갠지스강과 브라마푸트라강이 공급하며, 이 강들은 방글라데시의 하부 메그나강 갠지스 삼각주와 서벵골주(인도)의 후글리강 삼각주를 공급한다. 방글라데시와 인도의 여러 다른 큰 강들도 작은 기여를 한다. 탁류는 퇴적물을 일련의 해저 협곡을 통해 운반했으며, 이 중 일부는 길이가 2,400 킬로미터 (1,500 mi)를 넘고, 시작 지점에서 30도 위도까지 벵골만에 퇴적되었다. 현재까지 벵골 선상지에서 회수된 가장 오래된 퇴적물은 마이오세 초기 시대의 것이다. 그들의 광물학적 및 지구화학적 특성은 히말라야 기원을 식별하고 히말라야산맥이 이미 2천만 년 전의 주요 산맥이었음을 보여준다.
이 선상지는 벵골만 바닥을 완전히 덮고 있다. 서쪽으로는 동인도의 대륙사면, 북쪽으로는 방글라데시의 대륙사면, 동쪽으로는 미얀마 해안과 안다만 제도 앞바다의 순다 해구 북부, 인도-오스트레일리아 판의 순다 판 아래 섭입과 관련된 부가체에 의해 경계가 지어지며 90도 동해령의 서쪽을 따라 계속 이어진다. 선상지의 또 다른 부분인 니코바르 선상지는 90도 동해령 동쪽에 위치한다.
이 팬은 현재 주변 개발도상국의 잠재적인 화석 연료 공급원으로 탐사되고 있다.
이 선상지는 1960년대 브루스 C. 히젠과 마리 사프에 의해 수심 측량 조사로 처음 확인되었으며, 이 조사에서 심해 원뿔과 협곡 구조가 확인되었다. 1968년 조셉 커레이와 데이비드 무어가 지질학 및 지구 물리학 조사를 통해 그 윤곽을 파악하고 이름을 붙였다.

### 해양화학
벵골만 경계의 해안 지역은 광물이 풍부하다. 스리랑카, 세렌디브, 또는 Ratna – Dweepa는 보석 섬을 의미한다. 자수정, 녹주석, 루비, 사파이어, 황옥, 석류석은 스리랑카의 보석들 중 일부에 불과하다. 석류석 및 기타 귀중한 보석도 인도 주인 오디샤주와 안드라프라데시주에서 풍부하게 발견된다. 2014년 연구에 따르면 해양 산성화의 결과로 해양 동물의 껍질 두께가 감소하고 정상 껍질에 비해 파괴 강도가 약해졌다. 이 연구는 또한 벵골만의 pH가 1994년 평균 7.95였던 것에 비해 7.75로 떨어졌음을 보여주었다.

### 해양 기후
1월부터 10월까지 해류는 북쪽으로 흐르며, 시계 방향 순환 패턴은 "동인도 해류"라고 불린다. 벵골만 몬순은 북서쪽 방향으로 이동하여 5월 말에 니코바르 제도와 안다만 제도에 먼저 도달한 다음, 6월 말에는 인도 본토 해안에 도달한다.
나머지 기간 동안에는 반시계 방향의 해류가 남서쪽으로 흐르며, 이 순환 패턴은 동인도 겨울 제트라고 불린다. 9월과 12월에는 벵골만에서 매우 활발한 날씨, 즉 바르샤(또는 몬순) 계절이 나타나 동인도에 영향을 미치는 심각한 사이클론을 발생시킨다. 폭풍해일에 대처하기 위한 여러 노력이 시작되었다.

### 해양 생물학, 동식물

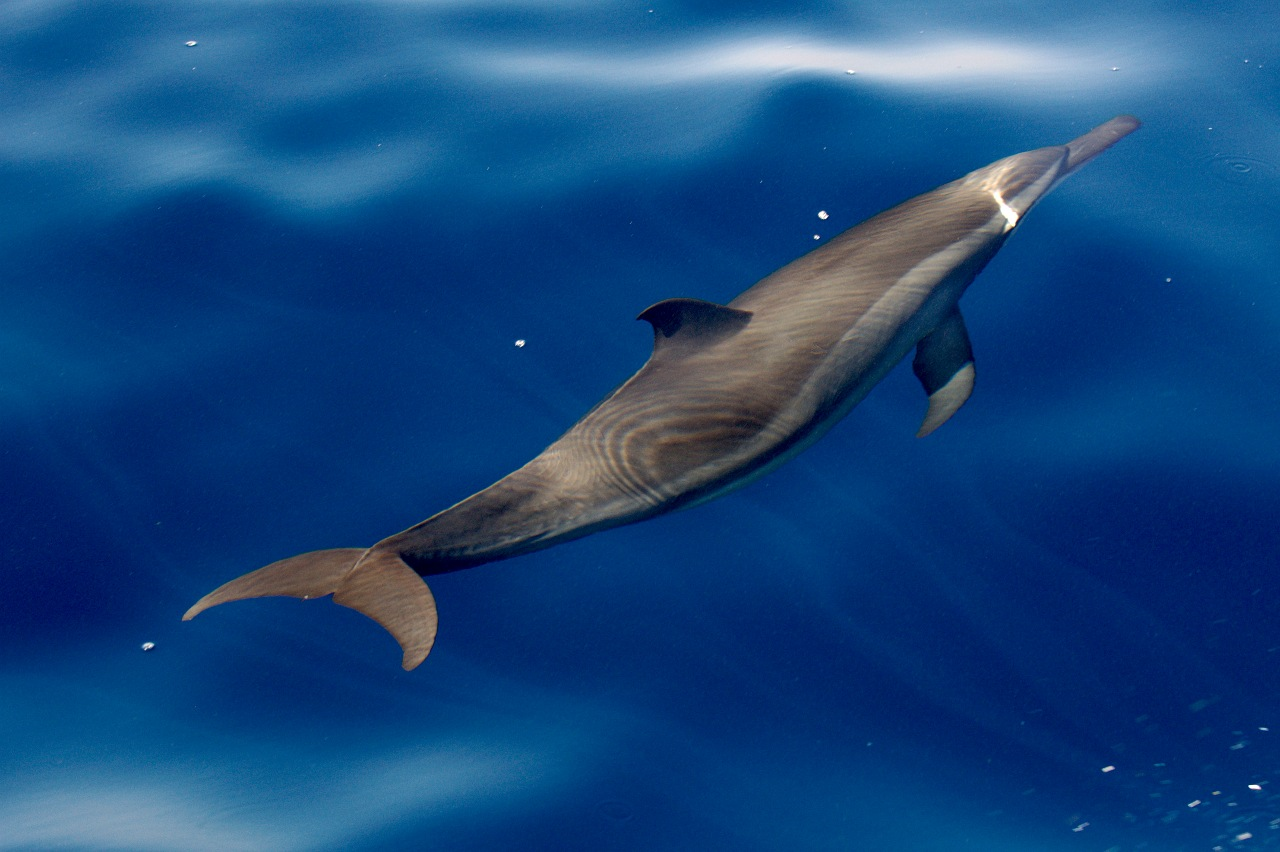
벵골만의 긴부리돌고래

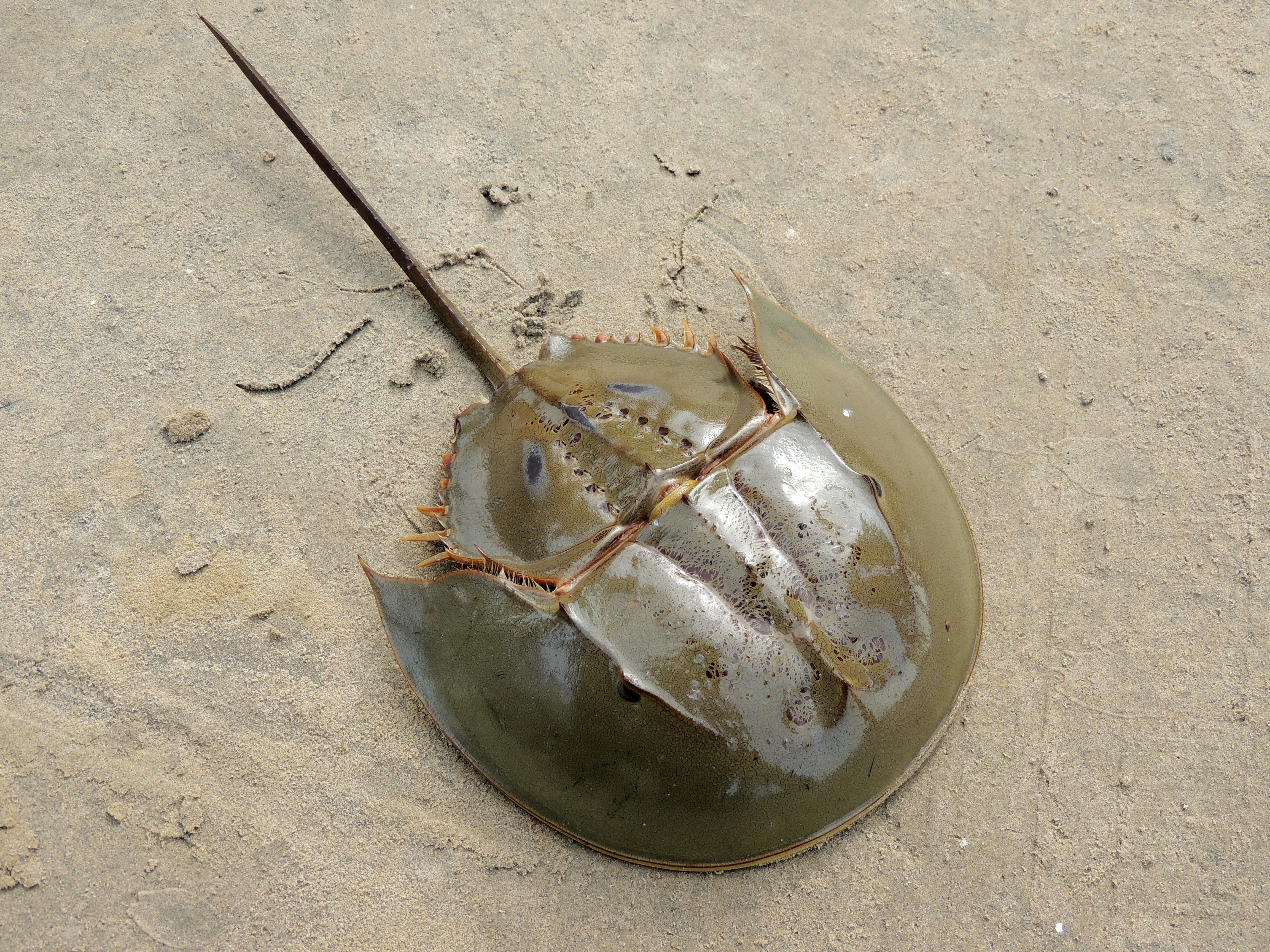
투구게 in 오디샤주

벵골만은 산호초, 어귀, 어류 산란 및 성장 지역, 맹그로브 등 다양한 생물 다양성으로 가득하다. 벵골만은 세계 64대 해양 생태계 중 하나이다.
케릴리아 제르도니(Kerilia jerdonii)는 벵골만의 바다뱀이다. 벵골 콘(Conus bengalensis)은 벵골만 해변에서 사진을 찍을 수 있는 조개껍데기 중 하나이다. 멸종위기종인 올리브각시바다거북은 인도 오디샤주 가히르마타 해변의 가히르마타 해양 야생동물 보호구역에서 제공하는 산란지 덕분에 살아남을 수 있다. 청새치, 꼬치고기속, 가다랑어, 황다랑어, 인도태평양혹고래, 브라이드고래는 일부 해양 동물이다. 벵골만 혹돔(벵골만 혹돔)은 혼탁한 석호 암초나 얕은 해안 암초에 서식하는 놀래기과의 일종이다. 큰돌고래, 점박이돌고래, 또는 긴부리돌고래 등 돌고래 무리를 볼 수 있다. 다랑어와 돌고래는 보통 같은 물에 서식한다. 더 얕고 따뜻한 연안 해역에서는 이라와디돌고래를 찾을 수 있다.
또 다른 멸종위기종인 벵골호랑이는 갠지스 삼각주의 맹그로브 지역을 포함하는 큰 어귀 삼각주인 슌도르본 국립공원에 의해 보호받는다.

## 초국경 문제
초국경 문제는 문제의 원인 및 그 영향이 국경으로 분리되어 있거나, 문제가 전 세계적인 환경 문제에 기여하며 지역적 해결책을 찾는 것이 전 세계적인 환경적 이익으로 간주될 때 환경 문제로 정의된다. 벵골만 8개국은 2012년에 만의 건강에 영향을 미치는 세 가지 주요 초국경 문제(또는 우려 분야)를 확인했으며, 이를 함께 해결할 수 있다. 벵골만 대규모 해양 생태계 프로젝트(BOBLME)의 지원을 받아 8개국은 현재(2012년) 이러한 문제와 그 원인에 대한 대응책을 개발 중이며, 이는 향후 전략적 행동 프로그램으로 구현될 예정이다.

### 생태계 퇴화

#### 어업 남획

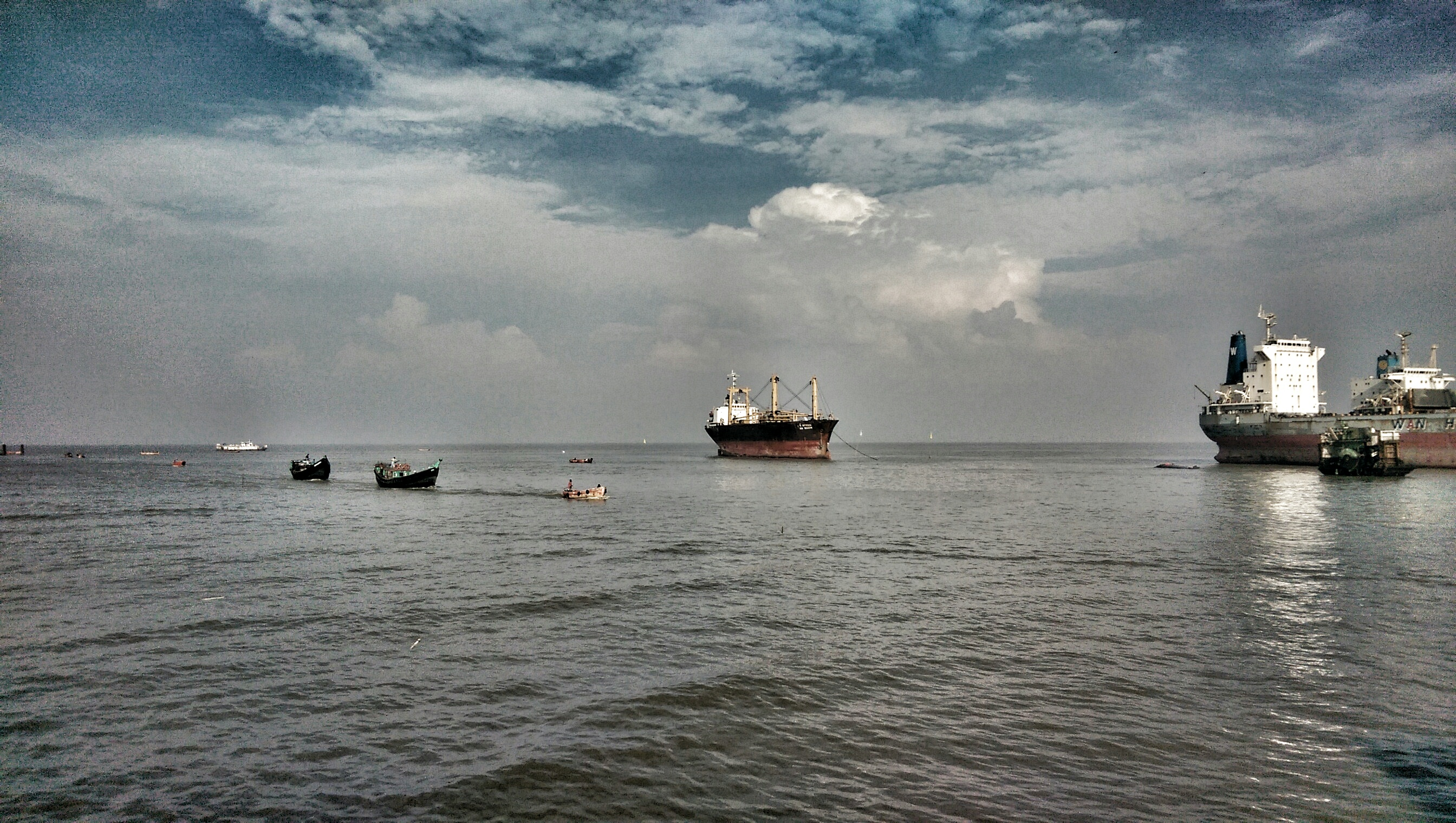
일부 소형 어선들이 물고기를 잡아 지역 해안 시장에서 판매하고 있다.

벵골만의 어업 생산량은 연간 600만 톤으로, 전 세계 어획량의 7% 이상을 차지한다. 공유 어업과 관련된 주요 초국경 문제는 다음을 포함한다: 어류 자원의 전반적인 가용성 감소; 어획물의 어종 구성 변화; 어획물 중 어린 어류의 높은 비율; 그리고 해양 생물 다양성의 변화, 특히 취약종 및 멸종위기종의 손실. 이러한 문제의 초국경적 특성은 다음과 같다: 많은 어류 자원은 어류 또는 어란의 초국경적 이동을 통해 BOBLME 국가들 간에 공유된다. 어업은 합법적으로든 불법적으로든 국가 관할권을 넘나든다 – 한 지역의 과도한 어획 능력과 남획은 어부와 어선의 다른 지역으로의 이동을 강요한다. 모든 국가(정도 차이는 있지만)는 어업 관리, 특히 어업 생태계 접근법을 구현하는 데 어려움을 겪고 있다. 벵골만 국가들은 취약종 및 멸종위기종 손실이라는 전 세계적인 문제에 크게 기여한다.
문제의 주요 원인은 다음과 같다: 어장에 대한 개방적 접근; 어획량 증대에 대한 정부의 강조; 어부에게 제공되는 부적절한 정부 보조금; 특히 저인망 어선과 선망어선에 의한 어획 노력 증가; 수산양식을 위한 씨앗 및 어분 등 어류에 대한 높은 소비자 수요; 비효율적인 어업 관리; 그리고 불법적이고 파괴적인 어업.

#### 해양 서식지 퇴화
벵골만은 많은 멸종 위기 및 취약종이 서식하는 높은 생물 다양성 지역이다. 서식지와 관련된 주요 초국경 문제는 다음과 같다: 맹그로브 서식지의 손실 및 퇴화; 산호초 퇴화; 그리고 해초의 손실 및 손상. 이러한 주요 문제의 초국경적 특성은 다음과 같다: 이 세 가지 중요한 서식지가 모든 BOBLME 국가에서 발생한다는 점이다. 해안 개발은 여러 가지 토지 및 해양 용도로 모든 BOBLME 국가에서 흔하다. 모든 서식지에서 생산되는 제품의 무역은 초국경적 성격을 띠고 있다. 기후변화의 영향은 모든 BOBLME 국가에 공유된다.
문제의 주요 원인은 다음과 같다: 해안 빈곤층의 식량 안전 보장 필요성; 해안 개발 계획 부족; 해안 서식지 생산품 무역 증가; 해안 개발 및 산업화; 비효율적인 해양보호구역 및 집행 부족; 수류에 영향을 미치는 상류 개발; 집약적 상류 농업 관행; 그리고 관광 증가.

### 환경 퇴화

#### 환경 위험
매년 1월부터 3월까지, 그리고 아마도 그 이전과 이후 몇 달 동안 남아시아와 인도양의 대부분을 덮는 대기 오염층인 아시아 갈색 구름이 벵골만에 걸쳐 있다. 이는 차량 배기가스, 취사 연기, 산업 배출물의 조합으로 간주된다. 이 구름 때문에 벵골만의 해양 산성화 및 기타 해양 건강 지표를 추적하려는 위성들이 정확한 측정을 얻는 데 어려움을 겪는다.

#### 오염 및 수질
해양 오염 및 수질과 관련된 주요 초국경 문제는 다음과 같다: 하수 유래 병원체 및 유기물 부하; 고형 폐기물/해양 쓰레기; 증가하는 영양분 유입; 유류 오염; 잔류성 유기 오염 물질(POPs) 및 잔류성 독성 물질(PTSs); 퇴적; 그리고 중금속.
이러한 문제의 초국경적 특성은 다음과 같다: 처리되지 않거나 부분적으로 처리된 하수 방류가 공통적인 문제이다. 갠지스강-브라마푸트라강-메그나강에서 나오는 하수 및 유기물 배출은 초국경적일 가능성이 있다. 플라스틱 및 방치된 어구는 국경을 넘어 장거리 운반될 수 있다. 약 4백만 톤의 미세 플라스틱이 인도와 방글라데시에서 슌도르본으로, 그리고 궁극적으로 벵골만으로 유입되는 것으로 추정된다. 강에서 나오는 높은 영양분 배출은 대규모 저산소증을 심화시킬 수 있다. 대기 중 영양분 운반은 본질적으로 초국경적이다. 선박 배출에 대한 국가 간 규제 및 집행의 차이는 국경을 넘는 배출을 유발할 수 있다. 타르 볼은 장거리 운반된다. POPs/PTSs 및 수은, 유기수은을 포함하여 장거리 운반된다. 퇴적 및 대부분의 중금속 오염은 국지적이며 강력한 초국경적 차원이 부족하다. 문제의 주요 원인은 다음과 같다: 해안 인구 밀도 및 도시화 증가; 높은 소비로 인한 1인당 폐기물 발생량 증가; 폐기물 관리에 할당되는 자금 부족; BOBLME 국가로의 산업 이전; 그리고 소규모 산업의 확산. 관련 문제로는 양식용 항생제 및 화학 물질 사용이 필요한 새우 양식 산업의 급속한 성장이 있으나, 이는 벵골만을 오염시킨다.

### 열대 폭풍 및 사이클론

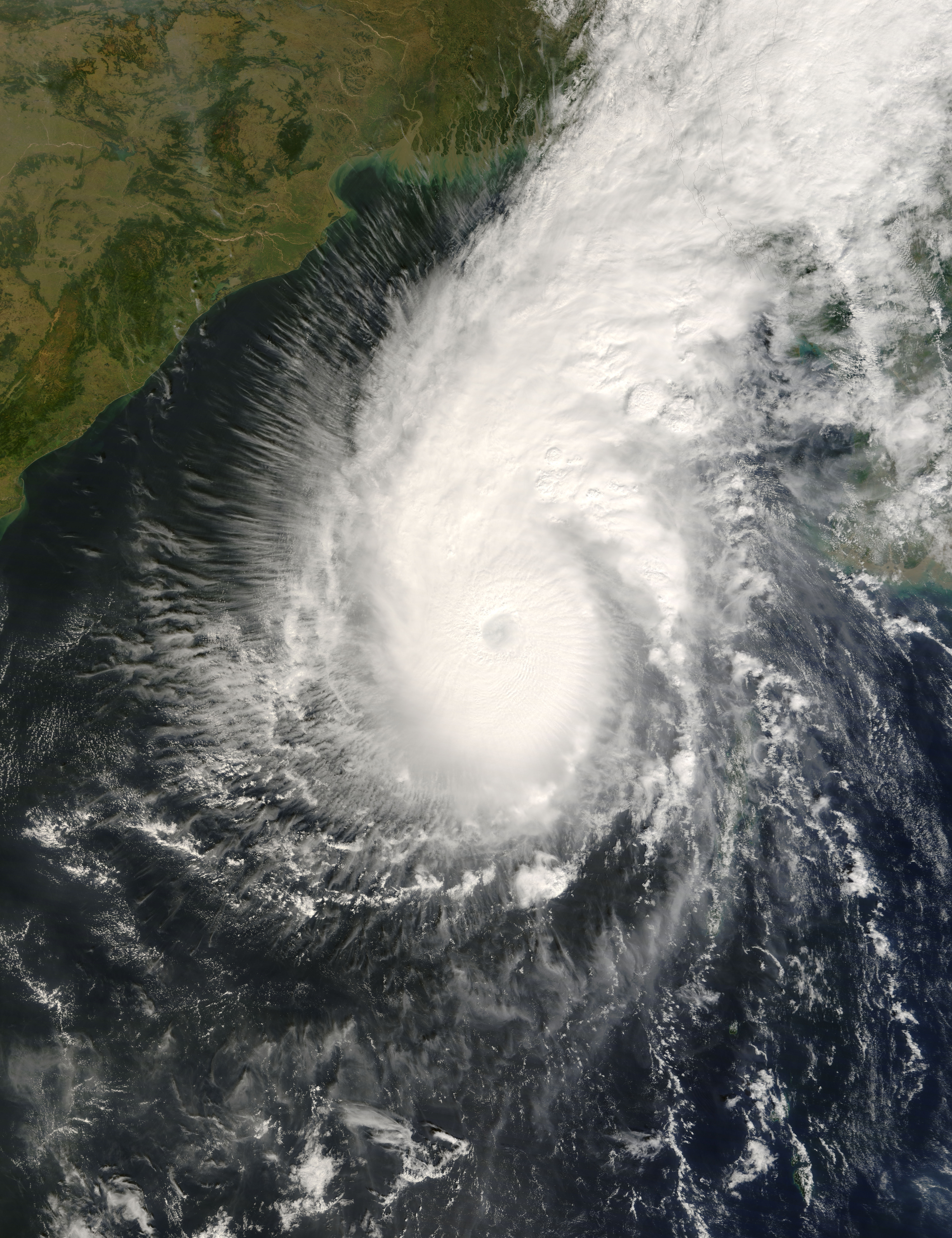
방글라데시 근처에서 최고조에 달한 사이클론 시드르

풍속 119 km/h (74 mph)의 회전하는 바람을 동반한 열대 폭풍은 벵골만에서 발생할 때 사이클론이라고 불리며, 대서양에서는 허리케인이라고 불린다. 1970년 볼라 사이클론으로 인해 방글라데시 주민 10만 명에서 50만 명이 사망했다.
- 2023년: 극심한 사이클론 모카
- 2021년: 매우 심각한 사이클론 야스
- 2020년: 매우 심각한 사이클론 니바르
- 2020년: 슈퍼 사이클론 암판
- 2019년: 매우 심각한 사이클론 불불
- 2019년: 극심한 사이클론 파니
- 2018년: 매우 심각한 사이클론 가자
- 2018년: 사이클론 티틀리
- 2017년: 심각한 사이클론 모라
- 2017년: 사이클론 마아루타
- 2016년: 매우 심각한 사이클론 바르다
- 2016년: 사이클론 나다
- 2016년: 사이클론 샨
- 2016년: 사이클론 로아누
- 2015년: 사이클론 코멘
- 2014년: 매우 심각한 사이클론 후드후드
- 2013년: 매우 심각한 사이클론 파일린
- 2013년: 사이클론 비야루
- 2012년: 사이클론 닐람
- 2011년: 매우 심각한 사이클론 타네
- 2010년: 매우 심각한 사이클론 기리
- 2009년: 매우 심각한 사이클론 아일라
- 2008년: 매우 심각한 사이클론 나르기스
- 2007년: 매우 심각한 사이클론 시드르
- 2006년: 매우 심각한 사이클론 말라
- 1999년: 오디샤 슈퍼 사이클론 05B
- 1996년: 코나시마 사이클론
- 1991년: 슈퍼 사이클론 02B
- 1989년: 11월 태풍 게이
- 1985년: 5월 열대 폭풍 원(1B)
- 1982년: 4월 사이클론 원(1B)
- 1982년: 5월 열대 폭풍 투(2B)
- 1982년: 10월 열대 폭풍 스리(3B)
- 1981년: 12월 사이클론 스리(3B)
- 1980년: 10월 열대 폭풍 원(1B)
- 1980년: 12월 미상 폭풍 포(4B)
- 1980년: 12월 열대 폭풍 파이브(5B)
- 1977년: 안드라프라데시 사이클론 (6B)
- 1971년: 오디샤 사이클론
- 1970년: 1970년 볼라 사이클론
- 1864년 콜카타 사이클론: 40피트의 폭풍해일을 일으켰다. 기압계 28.025인치 수은주. 5만 명 직접 사망, 3만 명 질병으로 사망.[92]
- 1876년 바커건지 사이클론: 10~30 또는 40피트의 폭풍해일. 10만 명 직접 사망, 10만 명 질병으로 간접 사망.[92]
- 1885년 폴스 포인트 사이클론: 22피트의 폭풍해일. 기압계 27.135인치 수은주.[92]

## 같이 보기
- 아라비아해